# Fabrizio Ruffo
Fabrizio Dionigi Ruffo, kallad generalkardinal Ruffo, född den 16 september 1744 i San Lucido, död den 13 december 1827 i Neapel, var en italiensk kardinal och statsman.
Ruffo reste till Rom där han studerade vid Collegio Clementino och senare vid La Sapienza, där han blev iuris utriusque doktor, det vill säga både romersk rätt och kanonisk rätt. För en tid tjänade han som refendarieråd vid den Apostoliska signaturen, innan han utsågs till påvlig skattmästare. Ruffo, som tillhörde en rik och anrik neapolitansk släkt blev utnämnd in pectore som kardinal 1791 och offentliggjordes 1794 som kardinaldiakon med Sant'Angelo in Pescheria som Titulus|titelfiakonia. 
Som generalvikarie för kung Ferdinand IV störtade Ruffo 1799 den parthenopeiska republiken i Neapel, som fransmännen samma år upprättat. Efter stadens kapitulation ankom en engelsk flotta under Nelson, som på kungahusets motståndare tog en blodig hämnd, för vilken man länge med orätt ville göra Ruffo ansvarig. Utan inflytande under bourbonerna, motsatte han sig inte deras störtande 1806, biträdde 1810 vid Napoleons giftermål i Paris och återvände 1814 med Pius VII till Rom. År 1821 blev han medlem av den neapolitanska konseljen.

## Bilder

Kardinal Ruffos titeldiakonior
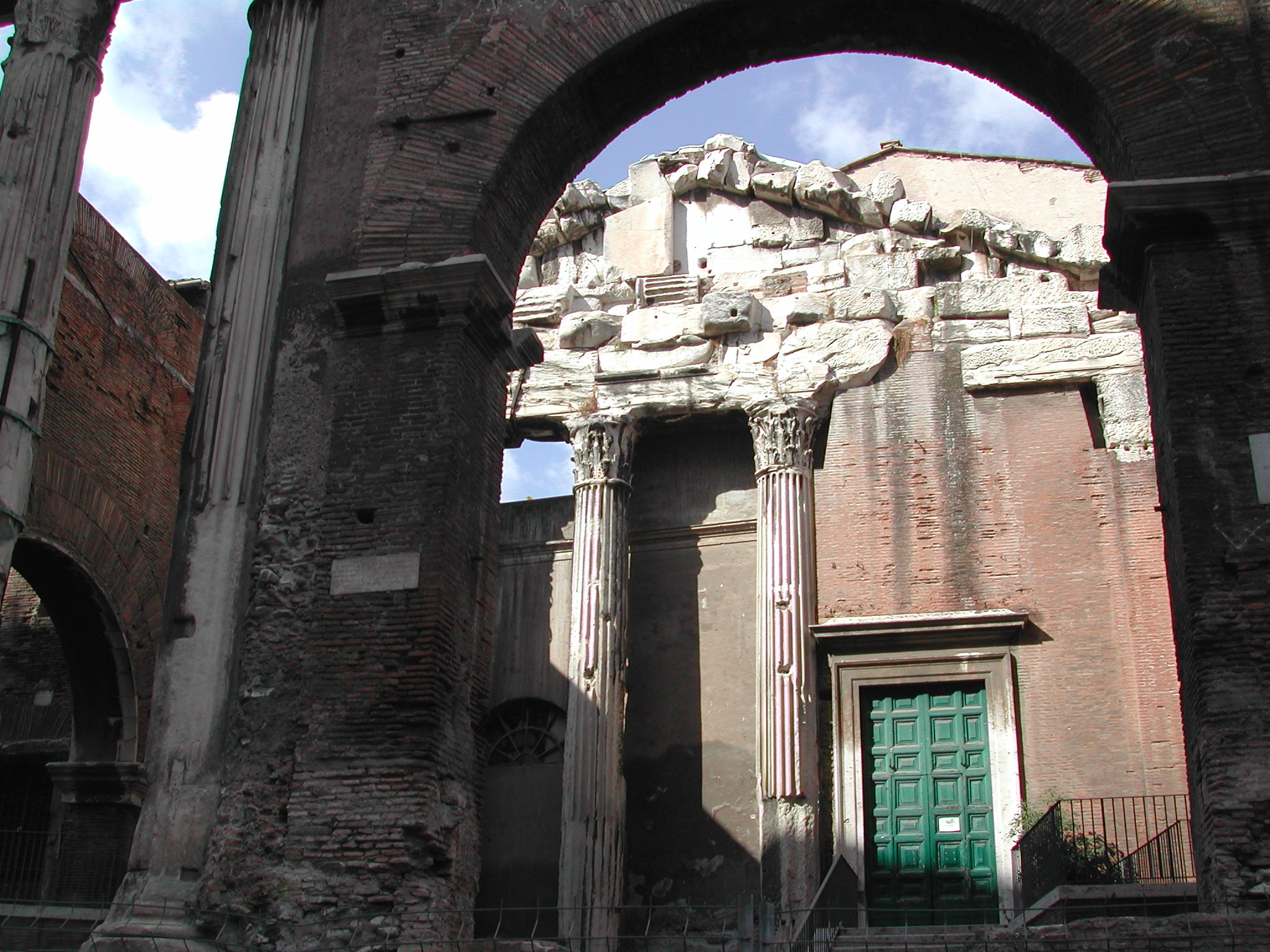
Sant'Angelo in Pescheria.
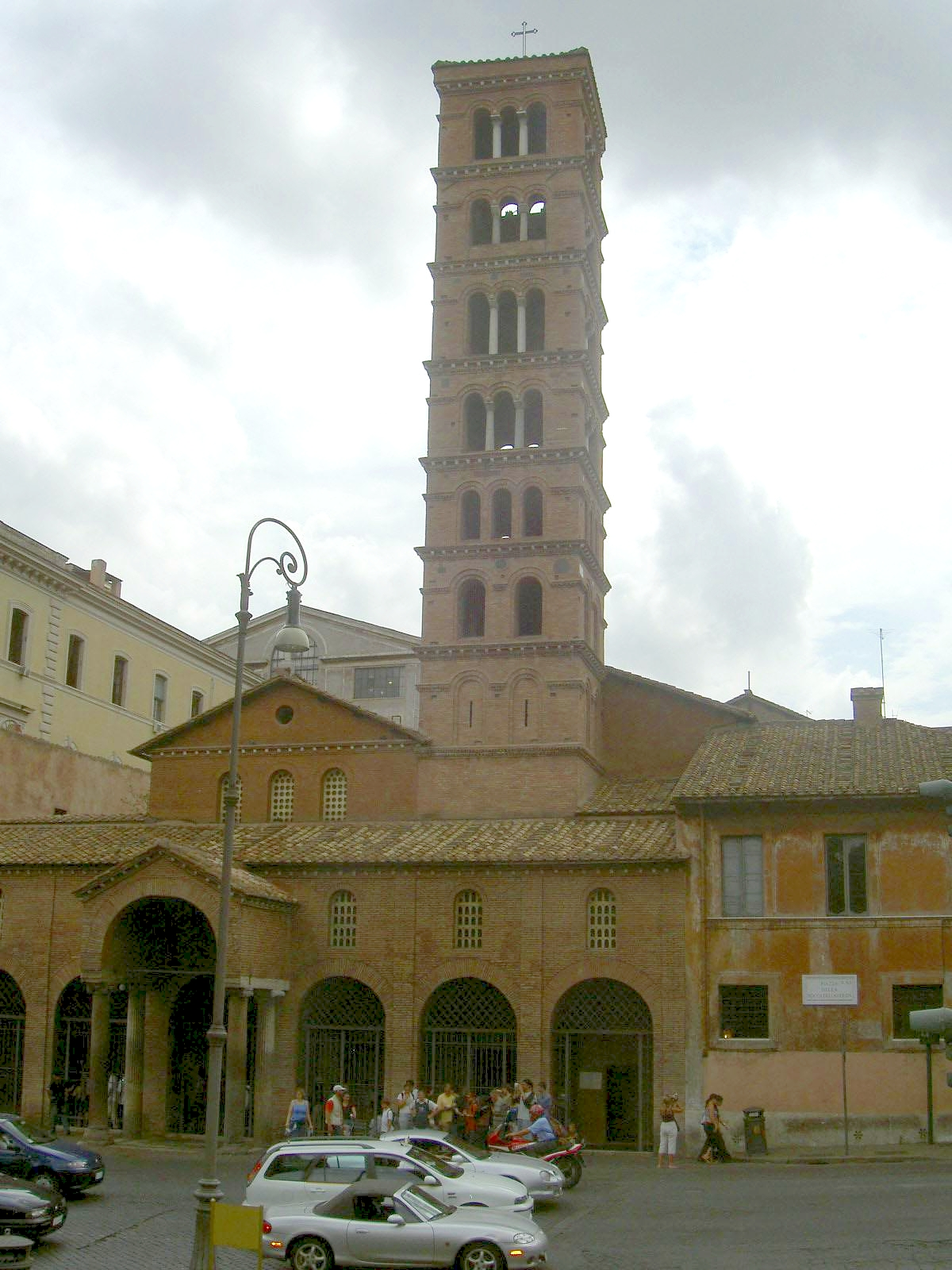
Santa Maria in Cosmedin.
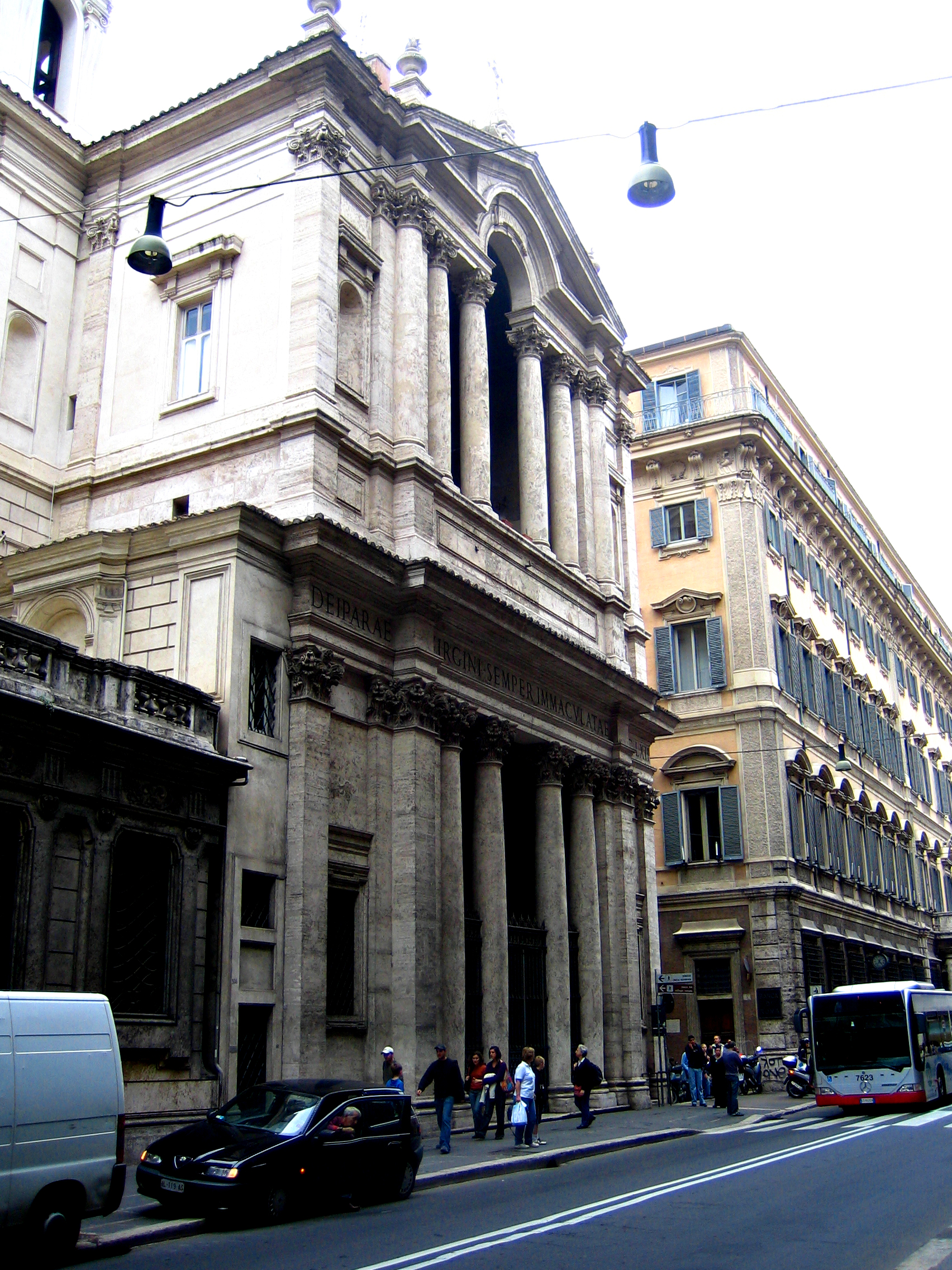
Santa Maria in Via Lata.

## Konklaver
| Konklav                        | Vald till påve                                     |
| ------------------------------ | -------------------------------------------------- |
| 1 december 1799 – 14 mars 1800 | Pius VII (Barnaba Niccolò Maria Luigi Chiaramonti) |
| 2 – 28 september 1823          | Leo XII (Annibale Sermattei della Genga)           |